# 9K35 Strela-10
9K35 Strela-10 [ruski (ćir.): 9К35 «Стрела-10», NATO-vo kodno ime: SA-13 Gopher] sovjetski je protuzračni sustav kratkog dometa. Usmjerava se vizualno, a koristi optičko/infracrveno navođenje. Sustav je prvenstveno namijenjen za borbu protiv prijetnji na malim visinama, poput helikoptera.
9K35 nasljednik je sustava 9K31 Strela-1 i može koristiti rakete Strela-1 umjesto 9M37. Razvoj je započeo 1969. u projektantskom uredu Nudelman (OKB-16). Prvi sustavi isporučeni su sovjetskim kopnenim snagama 1978. godine.

## Projektil
Sustav Strela-10 izvorno je dizajniran za upotrebu projektila 9M37 kao primarnog oružja, ali je njegov sustav za lansiranje dizajniran da bude također kompatibilan s projektilom 9M31M. Svaki projektil 9M37 dugačak je 2200 mm, težak 40 kg i nosi bojevu glavu od 3,5 kg. Maksimalna brzina projektila je blizu 2 Macha, domet napada je od 800 do 5000 m, a visina napada je između 10 i 3500 m.
Četiri rakete postavljene su na kupolu u kutijama, spremne za lansiranje, a još osam se nosi u vozilu kao punjenje. Ponovno punjenje traje oko 3 minute.

## Vozilo i radar
Vozilo se temelji na transporteru MT-LB. Umjesto kupole malog naoružanja sa strojnicom kalibra 7,62 mm ugrađen je lansirni sustav s radarom. Zahvaljujući vrlo širokim lancima vozilo ima dobre vozne karakteristike, posebno po snijegu. Vrlo nizak specifični pritisak na tlo također omogućuje kretanje u dubokom snijegu ili blatu bez zapinjanja.

## Verzije
- 9K35 Strela-10SW – 1. proizvodna inačica uvedena 1976. s četiri projektila 9M37 smještena u kućištima za lansiranje i transport.
- 9K35M Strela-10M – 2. proizvodna inačica uvedena 1979. s moderniziranom elektronikom i poboljšanim projektilima 9M37M.
- 9K35M2 Strela-10M2 – 3. proizvodna inačica predstavljena 1981. s radarskom antenom Snap Shot (9S86) za mjerenje udaljenosti.
- 9K35M3 Strela-10M3 – 4. proizvodna inačica uvedena 1989. s novom elektronikom i novim projektilima 9M333.
- 9K35M3-K Strela-10M3-K – Strela-10M3 instaliran na BTR-60 PB. Samo prototip, prvi put predstavljen na izložbi MAKS (2007.).
- 9K35M4 Strela-10M4 – modernizirana inačica tvrtke Tetraedr. S novim elektro-optičkim ciljničkim sustavom s automatskim ciljnikom.
- 9K35MN Strela-10MN – modernizirana inačica 9K35M4 s integriranim načinom noćnog gledanja.